# Gamboula
Gamboula är en ort i Centralafrikanska republiken.   Den ligger i prefekturen Mambéré-Kadéï, i den västra delen av landet, 400 km väster om huvudstaden Bangui. Gamboula ligger 589 meter över havet och antalet invånare är 7 646.
Terrängen runt Gamboula är platt. Runt Gamboula är det glesbefolkat, med 10 invånare per kvadratkilometer.. Det finns inga andra samhällen i närheten. 
I omgivningarna runt Gamboula växer i huvudsak städsegrön lövskog.